# Trollsmör
Trollsmör (Fuligo septica) är en slemsvampsart i släktet Fuligo. Den återfinns på förmultnad ved och stubbar, där den bildar stora slemmiga plasmodier, som är vita eller gula till färgen. När den mognar, bildas sporangier som sammansmälter till varierande form och färg. Trollsmör förekommer allmänt i hela Sverige under sommaren och hösten.

## Trollsmör i folktron
I nordisk folktro använde häxor ett väsen som kallades för bjära eller trollhare för att stjäla mjölk från grannens kor. Bjäran spillde ibland lite av mjölken i skogen, vilket då kallades trollsmör. Trollsmör har även kallats bjäradynga, vilket vittnar om att man trodde att det var trollharens spillning.